# Río de Guadamatilla
Río de Guadamatilla är ett vattendrag i Spanien.   Det ligger i regionen Andalusien, i den centrala delen av landet, 230 km sydväst om huvudstaden Madrid.